# Spelmanstävlingen i Sala 1910
Spelmanstävlingen i Sala 1910, var en spelmanstävling i Sala år 1910.

## Historik
Spelmanstävlingen i Sala anordnades i samband med hembygdsfesten vid Ökebron. I tävlingen deltog cirka 30 folkmusiker.

## Pristagare

### Nyckelharpa
| Pris       | Namn                  |
| ---------- | --------------------- |
| Hederspris | H. Åsberg, Kärrgruvan |

### Fiol
| Pris       | Namn                      |
| ---------- | ------------------------- |
| 1:a pris   | L. Gröning, Kärrgruvan    |
| 2:a pris   | K. O. Erlandsson, Avesta  |
| 3:e pris   | G. A. Nordström, Möklinta |
| Extra pris | N. Gröning                |
| Extra pris | C. A. Thelin, Sala        |
| Extra pris | A. Eriksson, Sörby        |
| Extra pris | A. Sundstedt, Sala        |

### Klarinett
| Pris     | Namn                      |
| -------- | ------------------------- |
| 1:a pris | C. J. Pettersson, Ramnäs  |
| 2:a pris | John Erik Schedin, Sala   |
| 3:e pris | K. E. Johansson, Möklinta |
| 4:e pris | J. Eriksson, Morgongåfva  |

### Dragspel
| Pris              | Namn                       |
| ----------------- | -------------------------- |
| 1:a pris          | J. Åsberg, Västerås        |
| 2:a pris          | korpral C. Johansson, Sala |
| 3:e pris          | K. O. Erlandsson, Avesta   |
| Första hederspris | Karl Karlsson, Jularbo     |
| Andra hederspris  | Anna Schedin, Sala         |